# Gwara dupnicka
Gwara dupnicka (bułg. дупнишки говор) – jeden z dialektów języka bułgarskiego. Należy do gwar zachodniobułgarskich.
Rozprzestrzeniony jest w kotlinie rzeki Dżerman w Konjawskiej płaninie, w okolicach miasta Dupnica.

## Cechy językowe
- Prasłowiańskie *ǫ daje „a” (а) oraz czasami „u” (у), np. pat (пат) → bułg.: pyt (път) – podróż, raka (рака) → bułg.: ryka (ръка) – ręka, muka (мука) → bułg.: myka (мъка) – męka, sud (суд) → bułg.: syd (съд) – sąd, naczynie, pojemnik.
- Prasłowiańskie *ъ daje „o” (о) oraz bardzo rzadko „a” (а), np. boczwa (бочва) → bułg.: byczwa (бъчва) – kadź, zołwa (золва) → bułg.: zyłwa (зълва) – bratowa, waszka (вашка) → bułg.: wyszka (въшка) – wesz, łaża (лажа) → bułg.: łyża (лъжа) – kłamstwo.
- Na miejscu literackiego „ył/ły” (ъл/лъ) jest sylabotwórcze „ł” (л̥), „a” (ạ), „u” (у) lub zanika „ł” (л), np. żłt (жл̥т) → bułg.: żyłt (жълт) – żółty, dłga (дл̥га) → bułg.: dyłga (дълга) – długa, dabok (дạбок) → bułg.: dyłbok – głęboki, żatica (жạтица) → bułg.: żyłtica (жълтица) – złota moneta, wuk (вук) → bułg.: wyłk (вълк) – wilk, pun (пун) → bułg.: pylen (пълен) – pełny, gytam (гътам) → bułg.: gyłtam (гълтам) – połknąć.
- Obecność sonantycznego „r” (р̥), np. brkam (бр̥кам) → bułg.: byrkam (бъркам) – mieszać, drt (др̥т) → bułg.: dyrt (дърт) – stary.
- Brak przyrostka teraźniejszego czasu, np.  oda (ода) → bułg.: chodja (ходя) – iść.
- Czas przyszły tworzony przez partykułę „cze” (че) zamiast „szte” (ще).
- Tworzenie imiesłowu z końcówką „ejki” (ейки), „ajki” (айки).
- Obecność tak zwanej przypadka glomeratywnego (гломеративен падеж) z końcówką „te” (те) w odmianie nazw własnych kończących się na „o” (о) i „e” (е), np. Minczo — Minczote (Минчо — Минчоте), dojdome s Minczote (дойдṑме с Минчоте) → bułg.: dojdochme s Minczo (дойдохме с Минчо) – przyszliśmy z Minczem.
- Obecność celownika „ti” (ти) w odmianie nazw własnych na „o” (о) i „e” (е), np. Minczo — Minczoti (Минчо — Минчоти), dadome Minczoti kołata (дадōме Минчоти колата) → bułg.: dadochme kołata na Minczo (дадохме колата на Минчо) – daliśmy Minczowi samochód.